# George Akerlof
George Arthur Akerlof (n. 17 iunie 1940, New Haven, Connecticut, SUA) este un economist american și profesor de economie la Universitatea din Berkeley, California, laureat al Premiul Nobel pentru Economie în 2001 (pe care l-a împărțit cu  Michael Spence și Joseph E. Stiglitz).
A studiat la Universitatea Yale (absolvită în 1962).
Akerlof este probabil foarte cunoscut datorită articolului său, The Market for Lemons: Quality Uncertainty and the Market Mechanism (Piața lămâilor: Incertitudinea asupra calității și mecanismul pieței), publicat în Quarterly Journal of Economics în 1970, în care a identificat problemele majore care pot afecta piețele caracterizate de informație asimetrică.
În Efficiency Wage Models of the Labor Market (Modele ale salariului eficient de pe piața forței de muncă), Akerlof și coautoarea Janet Yellen, soția sa, propun explicații pentru ipoteza salariului eficient în care angajatorii oferă un salariu mai mare decât salariul mediu, în contradicție cu concluziile economiei neoclasice.
Akerlof a obținut masteratul la Universitatea din Yale în 1962, iar doctoratul la Institutul Tehnologic din Massachusetts în 1966 și a predat la Școala londoneză de economie. Străbunicul său s-a născut în Oakland, California și a fost un absolvent al Universității din Berkeley (promoția 1873). Bunicul său a fost, de asemenea, un absolvent Berkeley. Soția sa Janet Yellen este președintă a Băncii Federale din San Francisco, a fost profesoară de economie la Universitatea din Berkeley și a făcut parte din Consiliul de Consultanți economici ai președintelui Bill Clinton.